# Profilaxia pré-exposição

Aprovada
Aprovada para uso off-label
Projetos de demonstração planejados ou em andamento
Projetos de demonstração completos
Sem projetos de demonstração
Sem dados

Profilaxia pré-exposição (PrPE ou em sua versão inglesa PrEP) é qualquer procedimento médico ou sanitário usado antes da exposição a um patógeno capaz de provocar uma doença, com o propósito de prevenir, e não tratar ou curar, essa doença; especialmente referido ao de VIH. Trata-se de um procedimento opcional para pessoas sãs HIV-negativas, mas que têm um risco substancial, mais alto que a média, de contrair uma infecção por HIV.
Na actualidade, é recomendado para a profilaxia pré-exposição do HIV o Truvada, uma combinação de emtricitabina e tenofovir. Mais recentemente foi aprovado também o medicamento Apretude, uma injeção de Cabotegravir. Conforme os Centros para o Controle e Prevenção de Doenças a PPrE pode ser uma poderosa ferramenta de prevenção do VIH ao combinar-se com preservativos e outros métodos de prevenção para proporcionar uma protecção ainda maior que quando se utilizam por separado. No entanto, as pessoas que usam PrEP devem se comprometer a tomar o medicamento todos os dias e manter um rastreamento ao menos a cada 3 meses. PPrE está recomendado para o uso combinado com preservativos, de maneira que cada método pode compensar os déficits de eficácia ocasionais do outro.
Existe uma divisão social entre o apoio e a oposição ao uso da profilaxia pré-exposição como método de prevenção da infecção por VIH. Em fevereiro de 2016 documentou-se o primeiro caso de uma pessoa que, tomando adequadamente a PPrE, contagiou-se de uma cepa multirresistente ao tratamento, seguido por um segundo caso em outubro do mesmo ano.

## Ingredientes
Um dos ingredientes ativos da preparação é o disoproxil fumarato de tenofovir, que é um análogo de nucleotídeo que inhibe a transcriptase reversa, bloqueando eficazmente a incorporação do material genético do VIH no genoma do hóspede, e portanto, evitando a infecção por HIV.

## Pesquisa
A maioria dos estudos de PrPE utiliza o medicamento que é administrado por via oral. Mas muitas pessoas que iniciam a PrPE não aderem a ela ou tomam as pílulas apenas intermitentemente, prejudicando sua eficácia. Um implante de liberação lenta de um medicamento anti-retroviral experimental fornece uma proteção eficaz contra o HIV por um ano ou mais. É uma estratégia de ARV que oferece uma opção mais simples para tratar ou prevenir o HIV e, se for amplamente usada, pode mudar o curso da epidemia de AIDS.

## Vantagens e Desvantagens

### Vantagens
- Dupla proteção - para casos em que os usuários combinavam com o uso de preservativos
- Menor preocupação em relações sexuais sem preservativos
- Possibilidade de ter relações sexuais sem preocupação com soropositivos ou pessoas de sorologia desconhecida.
- Gratuidade na medicação (no caso do Brasil, em que é distribuído pelo SUS) [9]
- Liberdade sexual [10]

### Desvantagens
- Efeitos colaterais

- Medo da medicação não ter eficácia
- Dificuldade em conseguir o medicamento - tanto pela burocracia quanto pela carência de locais em que o medicamento esteja disponível
- Falta de informação sobre a PrEP
- Necessidade de tomar todos os dias
- Preconceito por ser um medicamento relacionado ao HIV
- Não ter proteção contra outros tipos de Infecções Sexualmente Transmissíveis (ISTs) [9]
- Receio de que a PrEP diminua o uso de preservativo não apenas entre usuários, mas também em não usuários, por se sentirem seguros quando seus parceiros usam utilizam[11]
- Necessidade de mais dias de uso para obter proteção em relação vaginal (20 dias) que em relações anais (7 dias)[12]
- Poucos participantes dos estudos continuavam a utilizar a PrEP após 6 meses, e a desistência aumentava ao longo de 1 ano.

## Em Portugal
Um estudo académico levado a cabo por Rui Baptista Gonçalves, estudante do Mestrado Integrado em Medicina da Universidade do Algarve demonstra que três em cada quatro profissionais de saúde que trabalham na área do VIH em Portugal concordam com a implementação da PrEP - Profilaxia Pré-Exposição, em Portugal.

## No Brasil

### Profilaxia Pré Exposição no Sistema Único de Saúde
Em 25 de Maio de 2017, foi aprovada pela Secretaria de Ciência, Tecnologia e Insumos estratégicos, a portaria n° 21, que permite incorporar no Único de Saúde (SUS) a combinação de Tenofovir (300mg) associado a entricitabina (200mg) como Profilaxia Pré Exposição para populações mais vulneráveis ao HIV.

### Distribuição e acesso
No Brasil, o medicamento é distribuído pelo Sistema Único de Saúde (SUS). Os locais cadastrados para disponibilizar a PrEP podem ser consultados no site aids.gov.br
Esses pontos de distribuição ainda estão concentrados nas capitais e cidades mais habitadas. A baixa cobertura de serviços e falta de acesso às pessoas em vulnerabilidade prejudicam muito a adesão e constância ao tratamento.

### A quem é indicado
A PrEP não está disponível e nem é indicada para qualquer pessoa. Há populações-chave que têm maior risco de infecção, as quais têm prioridade na hora de receberem a medicação. A OMS e a UNAIDS reconhecem essas populações como:
- Homens que fazem sexo com outros homens
- Profissionais do sexo
- Pessoas trans
- Pessoas que fazem sexo desprotegido com frequência
- Casais sorodivergentes[14]